# Ilham Abali
Pour les articles homonymes, voir Abali.
Ilham Abali, née le 19 février 2002 à Flessingue, est une footballeuse néerlando-marocaine. Elle évolue actuellement au poste de milieu de terrain à l'ADO La Haye.

## Carrière de footballeuse

### Carrière en club
Ilham Abali, native des Pays-Bas de parents marocains, commence à jouer au football dans le club de sa ville natale, le vv RCS en 2009, avant de rejoindre en 2010 l'ADO La Haye.
En janvier 2019, elle fait ses débuts professionnels avec le club de l'ADO La Haye face au PSV Eindhoven (victoire, 3-0).
En février 2020, lors d'un match face au Bayer 04 Leverkusen, Abali se blesse gravement au genou, l'empêchant de terminer la saison 2020-2021.

### Carrière internationale
La joueuse est appelée en 2019 pour prendre part à l'Euro 2019 avec les Pays-Bas de moins de 17 ans en Bulgarie. Elle est vice-championne après avoir raté la séance des penaltys face à l'Allemagne en finale de la compétition.

## Palmarès et distinctions personnelles
Ilham Abali est sacrée vice-championne d'Europe des moins de 17 ans en 2019, avec l'équipe des moins de 19 ans des Pays-Bas.